# The Beach Boys' Christmas Album
Albums de The Beach Boys
All Summer Long
(1964) The Beach Boys Today!
(1965)
The Beach Boys' Christmas Album est le septième album studio du groupe The Beach Boys, sorti en 1964. Comme son titre l'indique, il est entièrement composé de chants de Noël.

## Titres

### Face 1
| No | Titre                                               | Durée |
| -- | --------------------------------------------------- | ----- |
| 1. | Little Saint Nick (Brian Wilson, Mike Love)         | 1:59  |
| 2. | The Man with All the Toys (Brian Wilson, Mike Love) | 1:32  |
| 3. | Santa's Beard (Brian Wilson, Mike Love)             | 1:59  |
| 4. | Merry Christmas, Baby (Brian Wilson)                | 2:22  |
| 5. | Christmas Day (Brian Wilson)                        | 1:47  |
| 6. | Frosty the Snowman (Steve Nelson, Jack Rollins)     | 1:54  |

### Face 2
| No | Titre                                                          | Durée |
| -- | -------------------------------------------------------------- | ----- |
| 1. | We Three Kings of Orient Are (John Henry Hopkins)              | 4:03  |
| 2. | Blue Christmas (Billy Hayes, Jay W. Johnson)                   | 3:09  |
| 3. | Santa Claus Is Coming to Town (J. Fred Coots, Haven Gil)       | 2:20  |
| 4. | White Christmas (Irving Berlin)                                | 2:29  |
| 5. | I'll Be Home for Christmas (Kim Gannon, Walter Kent, Buck Ram) | 2:44  |
| 6. | Auld Lang Syne (Trad. arr. Brian Wilson)                       | 1:19  |